# Pépito Matéo
Pour les articles homonymes, voir Mateo (homonymie).
Luis José « Pépito » Matéo, né le 7 août 1948 à Romilly-sur-Seine, est un conteur et comédien français. Il est l'un des artistes-conteurs du mouvement du renouveau du conte en France et en Occident.
Il a également une activité éditoriale assez soutenue.

## Biographie
Pépito Matéo est né en 1948 à Romilly-sur-Seine, d'un père andalou et d'une mère champenoise. Quittant très tôt l'école, il voyage et découvre le théâtre en Angleterre puis reprend des études qui le conduiront en 1988 à soutenir une thèse de doctorat consacrée au métier de conteur et au théâtre contemporain.

## Un travail artistique qui s'inscrit dans le renouveau du conte
S'il est contemporain du mouvement dit du « renouveau du conte », le travail de Pépito Matéo est caractéristique de certains de ses aspects. Il a contribué à remettre le conte sur le devant de la scène tout en bousculant aussi les frontières entre l'art de raconter des histoires et les autres arts du spectacle.
Ainsi, le travail d'écriture et de scène de Pépito Matéo est à la limite de celui du conteur et de l'acteur. Pour des spectacles comme « Pola », « Urgence » ou « Dernier rappel » le texte est figé et le jeu de scène « calé », penchant ainsi du côté du théâtre. Mais ces spectacles s'appuient aussi énormément sur la dynamique induite par les jeux de mots et de langage, un élément récurrent dans l'art du conte.
Il propose également des temps de racontée davantage dans la lignée de l'art du conte « classique », faisant la part belle à l'interaction avec le public.
Il pratique l'improvisation depuis 2008, à la suite d'une participation au spectacle d'improvisation la  " Trilogie Münchausen" (la Taverne Münchausen, le Saloon Münchausen, le Super Münchausen) avec la Scie des femmes à barbe mis en scène par Gwen Aduh.

## Spectacles
- 1992 : Insomnie[5]
- 1993 : Le Chemin des mots
- 1994 : Survie
- 1995-96 : Rêve-Errance

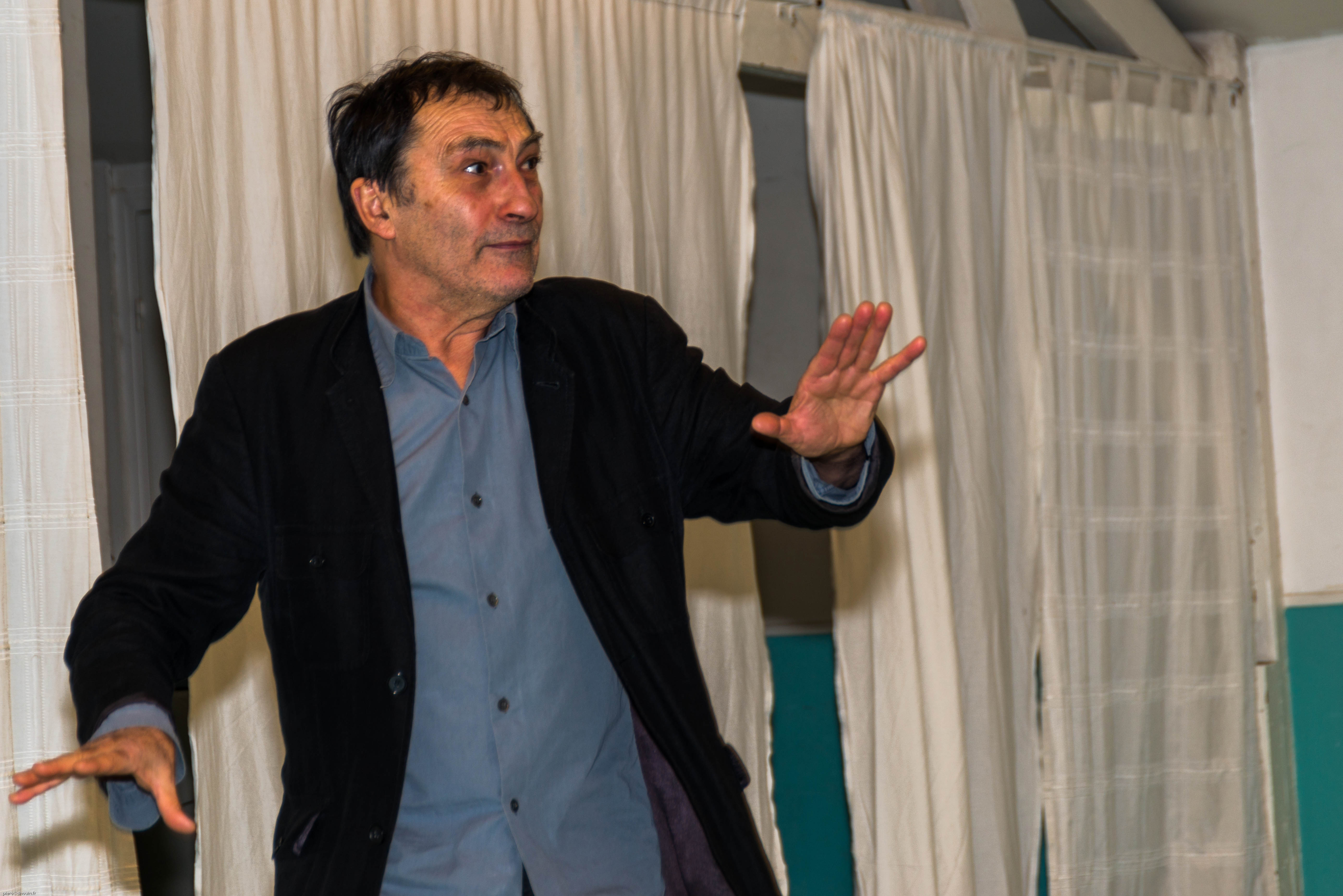
Pepito Mateo - 2014 - en spectacle au Secours populaire français

- 1997 : Mythomanie avec Gérard Potier, Alain Le Goff et Michel Hindenoch
- 1998 : Itinéraire Bis (travail avec Michèle Guigon)
- 1999 : Chagrin d’humour avec Didier Kowarski, Christophe Moy (musique) et Marc Demeureau (musique)
- 2000 : N’en parlons plus !
- 2001 : Histoires à courir debout (avec le chorégraphe J.C Bleuton)
- 2003 : Urgence[6]
- 2004 : Pola, un polar sans en avoir l'r (avec Fred Peugeot, sons/musiques)
- 2005 : Parloir[7]
- 2009 : Dernier rappel
- 2010 : Sans les mains et en danseuse[8],[9]
- 2011 : Jeantouseul
- 2013 : 7 monologues
- 2014 : Les monologues de 7[10]
- 2014 : Le Carnaval des animaux
- 2015 : Plouf
- 2017 : Saturne, nos histoires aléatoires[11],[12],[13]
- 2017 : Hasta Siempre
- 2019 : La leçon de français[14]
- 2020 : L'échappatoire

## Publications

### Ouvrages
- Les Chaussures[15], texte de Gigi Bigot et Pépito Matéo, illustrations de Isabelle Chatellard, Didier Jeunesse, 2010,  (ISBN 9782278091881)
- Itinéraire Bis - La Loupiote
- Survie - La Loupiote
- Insomnie - La Loupiote
- Rêve-errance ou le chevalier Don Quichotte - La Loupiote
- Sans les mains et en danseuse - Winioux, 2011,  (ISBN 9782919523016)
- Le petit Cépou - Éditions Syros, 2012,  (ISBN 9782748512878)
- Urgence - Paradox
- Le conteur et l’imaginaire - Edisud, réédité chez Atelier baie, 2010,  (ISBN 9782919523016)
- Bouche cousue (avec Gigi Bigot et Stéphane Girel) - Didier Jeunesse, 2001,  (ISBN 978-2278050833)
- Le conteur et l’imaginaire - Edisud
- Pola, un polar sans en avoir l'r  - Paradox, Paris, 2006,  (ISBN 9782915259094)
- La langue envolée - Le Jardin des mots, 2014,  (ISBN 9791092855012)
- Suikiri saira - Éditions Winioux, 2015,  (ISBN 9782919523115)
- Des contes à régler et Des règles à conter - Atelier Baie, 2017,  (ISBN 9782919208432)[16]
- Dernier Rappel - Paradox
- Parloir - Paradox
- La leçon de français - Éditions Paradox, Paris, 2022,  (ISBN 978-2-915259-68-1)
- Le Petit homme qui n'aimait rien (avec Irène Bonacina) - Éditions Didier Jeunesse, 2023,  (ISBN 978-2278100729)
- Le Carnaval des animaux - Didier Jeunesse, 2024,  (ISBN 9782278129300)

### Articles
- Revue Dire, N° 4 et 15. Argos N°8
- Le vivier du conte, N°6. La Mandragore N°5
- La Grande Oreille, N°4 et 17. La Parole N°8. L'autre Parole N°2
- Parole de conteur N°11

### Discographie
- Le Chemin des Mots - Livre CD - La Loupiote
- Suikiri et autres histoires - CD - L’Autre label
- Urgence – CD – L’Autre label
- Pola(r) – CD – L’Autre label (réal. Fred Peugeot)
- Le Carnaval des animaux - Livre CD

## Citations
Les mots, à travers les religions, expliquaient l'inexplicable, donnaient un sens à la vie. Nous les conteurs, sommes des espèces de prêtres mais au lieu de dire : « Il faut croire à ça, à notre parole », on dit : « Croyez à ce que vous écoutez, à votre façon ».[réf. souhaitée]
« Qu'est ce qui va sortir de nos goules ? »[réf. souhaitée]